# Cousinite
La cousinite è un minerale.